# Luka (Zágráb megye)
 Luka  falu és község Horvátországban Zágráb megyében. Közigazgatásilag Krajska Ves, Pluska, Vadina és Žejinci települések tartoznak hozzá.

## Fekvése
Zágrábtól 21 km-re északnyugatra, a Korpona jobb partján fekszik.

## Története
A 20. század elején a mai község területe egészen másképpen nézett ki. Pluskán két kúria állt: Pluska Gornja az ősi Ladany család birtoka, akik az egykori krajska vesi Szent Rókus plébánia patrónusai voltak, és Pluska Donja a Halper-Sigetski család birtoka az egykori Pluska község központja. Itt székelt egykor a megyei és járási bíró Nikola Halper-Sigetski. A Halper-kúria mellett a múlt század hatvanas éveiig a Lučelnica-patakon vízimalom állt. Az egykori Halper-birtokon dolgozott 1929-ben az egyik legismertebb horvát festőművész Ivan Lesiak és írt róla a híres író Marija Jurić Zagorka is.
A Halper család birtoka volt Luka központjában az a földterület is melyet Nikola Halper-Sigetski lánya Antonija 1874-ben népiskola létesítésének céljára adományozott a községnek.
Krajska Ves már 1790-óta a Szent Rókus plébánia székhelye volt. A plébániatemplom fából épült és a mai Szent Flórián kápolna helyén állt. Körülötte temető, mellette pedig vásártér volt. A plébánia ahogy az első rövid historia domusban olvasható Antun Zebić háza helyén állt. 1857-ben a plébániatemplom egy tűzvészben leégett. Vadina birtokosa Ladislav Modić látta el a plébánost ruhával és más szükséges holmikkal, Krajšak nevű szőlőhegyét pedig az új plébániatemplom építésére adományozta. Időközben azonban a Nikola Halper elnökletével összeült egyházközségi testület, melynek tanácskozásán a püspökség képviselője is megjelent úgy döntött hogy az új templom Luka központjában épüljön fel. Így az akkoriban viszonylag rövidnek számító idő alatt 1864-re fel is épült az új Szent Rókus templom, mely méreteit tekintve Zágráb és Krapina között a legnagyobb volt. Ugyanezen év augusztus 18-án szentelte fel Josip Mihalović zágrábi püspök.
Žejinciben a Tuđmani településrész (ahol 1865-ben az első horvát köztársasági elnök Franjo Tuđman nagyapja született) melletti dombon korábban a Novak család Preteršje nevű kisebb birtoka volt. A Ferenčaki és Halambeki telepek között a mai „Pod mlinom" dűlőben a Luka-patakon fából épített vízimalom állt. Halambeki különösen említésre méltó máig fennmaradt muzeális értékű faházai és szép fekvése miatt. Amikor a neves horvát festőnek Edo Kovačevićnek erre vitt az útja annyira megragadta a település szépsége, hogy vásznon is megörökítette azt.
Vadina kastélyának maradványai a mai napig is láthatók. A már az 1500-as években említett épület egyemeletes, negyven méter hosszú volt. Az épület, melyben Erdődy Péter horvát bán is lakott Radakovo kastélya mellett az egyik legősibb építmény volt ezen a vidéken. A teljes emeleti része fából épült hosszú fából ácsolt tornáccal és fa tetővel. Valamikor a múlt század hetvenes éveiben dőlt össze. Egyes források szerint 1625-ben itt született a neves költő és műfordító Matija Magdalenić. Itt élt a horvát illír politikai mozgalom egyik kulcsfigurája Stjepan Ožegović protonotárius. Lánya Vilhelmina 26 évesen egy balesetben halt meg. Unokája Ljudmila Ladislav Modić felesége lett, aki haláláig Vadinán élt és a žejinci temetőben temették el. Sírját a bejárattól jobbra álló hársfa jelöli. Modić fiatal éveiben édesapjával Varasd vármegye későbbi alispánjával együtt az 1840-es évek viharos zágrábi politikai életének egyik szereplője volt. A vadinai uradalom utolsó birtokosaként a lukai népiskola és a lukai plébániatemplom pártfogója és lelkes környezetbarát volt. Nevéhez fűződik a kastély környezetének rendezése. A Krč erdőnél tavat létesített, amely azonban halála után kiszáradt és rét lett a helyén, de nyomai még ma is láthatók. Neki volt köszönhető, hogy Vadinának kiterjedt fenyvesei voltak, mivel akkoriban minden háztartásnak húsz fenyőcsemetét kellett ültetnie és felnevelnie. Halála után azonban a helyiek fenyőket fokozatosan kivágták, mára ezeknek nyoma sem maradt. Mára a fővárostól mindössze húsz percre fekvő község a zágrábiak egyik kedvelt kirándulóhelye lett, mely egyaránt kiválóan alkalmas a vadászat, a lovaglás, a horgászat és a séták céljára.
A falunak 1857-ben 317, 1910-ben 421 lakosa volt. Trianon előtt Zágráb vármegye Zágrábi járásához tartozott. 2011-ben a falunak 414, községnek összesen 1351 lakosa volt.

## Lakosság
| Lakosság változása | Lakosság változása | Lakosság változása | Lakosság változása | Lakosság változása | Lakosság változása | Lakosság változása | Lakosság változása | Lakosság változása | Lakosság változása | Lakosság változása | Lakosság változása | Lakosság változása | Lakosság változása | Lakosság változása | Lakosság változása |
| ------------------ | ------------------ | ------------------ | ------------------ | ------------------ | ------------------ | ------------------ | ------------------ | ------------------ | ------------------ | ------------------ | ------------------ | ------------------ | ------------------ | ------------------ | ------------------ |
| 1857               | 1869               | 1880               | 1890               | 1900               | 1910               | 1921               | 1931               | 1948               | 1953               | 1961               | 1971               | 1981               | 1991               | 2001               | 2011               |
| 317                | 321                | 347                | 383                | 428                | 421                | 435                | 405                | 460                | 389                | 368                | 369                | 376                | 362                | 411                | 414                |

## Nevezetességei
- Szent Rókus tiszteletére szentelt plébániatemploma[4] 1864-ben épült neogótikus stílusban. Egyhajós, körülbelül 40 x 15 méteres épület, amelyet sokszögletű szentély és a főhomlokzat feletti harangtorony zár le. A templom körítőfalait támpillérek támasztják, amelyek között csúcsíves biforámák találhatók. A templom tágas belső terét megerősített tartós, csúcsíves dongaboltozat fedi.

- Mellette áll a plébánia épülete, mely a 19. század második felében épült a templom telkének keleti sarkában. Egyemeletes, téglalap alaprajzú épület, a templommal együtt értékes építészeti együttest alkot.

- Védett épület az iskola épülete.[5] Az egyemeletes szabadon álló iskolaépület 1912-ben épült a település központjában. Négyszögletes alaprajzú, sekély elülső rizalittal. A két osztályos iskolaépületek típusához tartozik, két tanári lakással. Az ilyen iskolák térbeli elrendezésének fő jellemzője a szimmetrikus kialakítás, amelyet a központi bejárat és a főhomlokzat mentén mindkét emeleten két nagyobb helyiség határoz meg. Az emeletek közötti kommunikációt az épület hátsó részén külön térben elhelyezett lépcső biztosítja.